# Brachynervus multimacularis
Brachynervus multimacularis là một loài tò vò trong họ Ichneumonidae.